# جاك سكوت (سياسي نيوزلندي)
جاك سكوت (بالإنجليزية: Jack Scott)‏ هو سياسي نيوزلندي، ولد في 9 سبتمبر 1916، وتوفي في 30 أكتوبر 2001. انتخب عضو مجلس النواب نيوزيلندا.